# Deense Lijst (Duitsland)
De Deense Lijst (Duits: Dänische Liste), was een politieke partij in het Duitse Keizerrijk die opkwam voor de belangen van de Deense bevolking in het noordwesten van Duitsland. Met uitzondering van de periode 1881-1884 was de Deense Lijst met één zetel in de Rijksdag vertegenwoordigd. Bij de Rijksdagverkiezingen van 1881 behaalde de partij twee zetels.